# Moulin Mignolet
Le moulin Mignolet est un ancien moulin à eau classé situé à Lorcé faisant partie de la commune de Stoumont en province de Liège (Belgique). 

## Localisation
L'ancien moulin était alimenté par les eaux du ruisseau du Pouhon, un affluent de l'Amblève. Il se situe à une trentaine de mètres en retrait de la route, isolé et bâti dans un cadre bucolique formé par une étroite prairie bordée de massifs boisés, entre le pont de Naze sur l'Amblève et le pied de la côte grimpant au village ardennais de Lorcé.

## Historique
L'ensemble est composé de plusieurs bâtiments construits ou réaménagés à des époques différentes comprenant le moulin à eau, un corps de logis et une grange. Ce moulin à grains aurait été construit en 1634. Il est cité en 1670. Il s'agit d'un moulin banal. Les bâtiments sont restaurés en 1742 dans leur forme actuelle après un incendie. Le moulin reste en fonction jusqu'en 1939. L'ensemble est complètement rénové au début des années 2000, le hangar sud ayant été supprimé.

## Description
Cette construction en trois volumes contigus est réalisée avec des matériaux généralement originaires de la région comme le schiste, le grès mais aussi la brique et la pierre calcaire pour les encadrements ainsi que pour la partie inférieure du pignon sud du moulin. Le moulin proprement dit possède une porte cintrée à clé passante et harpée. Le corps de logis se trouve au centre et en retrait par rapport au moulin et à la grange. Les toitures sont recouvertes de tuiles. La roue du moulin est toujours existante bien que très abîmée.

## Classement
L'ensemble formé par le moulin Mignolet et son cadre paysager est classé comme monument depuis le 28 mars 1983.

### Sources et liens externes
- Inventaire du patrimoine culturel immobilier de la Région wallonne